# Nunavik

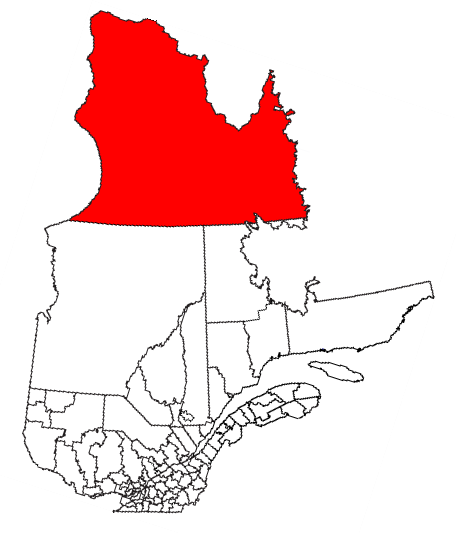
Il territorio della regione Nunavik

Il territorio denominato Nunavik è collocato nel terzo settentrionale della provincia del Québec, in Canada. Copre una porzione di terreno vasta 443.684,71 km² situata a nord del 55º parallelo, ed è la patria degli Inuit del Québec. Gran parte degli abitanti della Regione (erano 11.627 al Censimento canadese del 2006 dei quali il 90% sono Inuit) vive nei quattordici centri urbani della costa nord di Nunavik e nel territorio della riserva Cree di Whapmagoostui, nei pressi di Kuujjuarapik.
Il significato di Nunavik nella lingua locale Inuktitut significa posto in cui vivere e gli abitanti Inuit della regione chiamano se stessi Nunavimmiut. Fino al 1912 la regione è stata parte del distretto di Ungava dei territori del nordovest canadesi.
Sono in corso negoziati per garantire l'autonomia della regione, ed è possibile che Nunavik diventi un territorio autonomo all'interno della provincia del Québec, con la soluzione delle irrisolte rivendicazioni territoriali prevista per il 2011. La sede del governo dovrebbe essere Kuujjuaq.

## Geografia

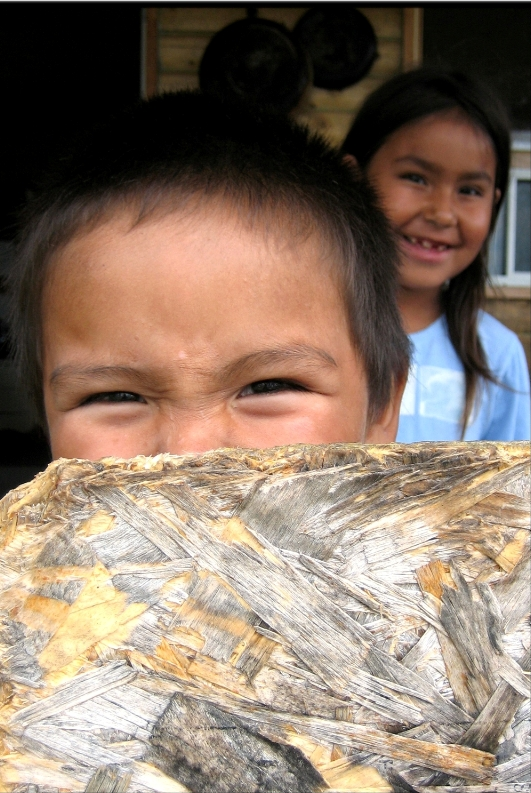
Kuujjuamiuq

Nunavik è un vasto territorio, più grande della California, situato nell'estremo nord del Québec. È posto in posizione tale da comprendere le zone climatiche artica e subartica. In tutto vivono nella regione circa 11.000 persone, il cui numero è in crescita.
Nunavik è separato dal territorio Nunavut dalla Baia di Hudson ad ovest e dallo Stretto di Hudson e dalla Baia di Ungava a nord. Nunavik confina con la regione Côte-Nord del Québec e con la regione Labrador della provincia di Terranova e Labrador. La Penisola di Ungava costituisce i due terzi più settentrionali del territorio.
Nunavik ha quattordici centri urbani, popolati a maggioranza Inuit. Il più importante centro urbano e amministrativo del territorio è Kuujjuaq, situato sulla costa più a sud della baia di Ungava; Gli altri centri sono Inukjuak (dove è stato girato il film Nanuk l'esquimese), Salluit, Puvirnituq, Ivujivik, Kangiqsujuaq, Kangiqsualujjuaq, Kangirsuk, Tasiujaq, Aupaluk, Akulivik, Quaqtaq, e Umiujaq. Secondo il censimento del 2006 la popolazione dei centri urbani varia dai 2.132 abitanti di Kuujjuaq ai 174 di Aupaluk.
Non ci sono strade che collegano Nunavik con il Québec meridionale, poiché la Trans-Taiga Road della regione Jamésie termina vicino al 55º parallelo, nella Riserva Caniapiscau, diverse centinaia di chilometri a sud di Kuujjuaq. Esiste un collegamento aereo annuale con tutti i villaggi e collegamenti marittimi stagionali in estate ed autunno.
A Nunavik sono presenti tre crateri meteoritici: il Cratere Pingualuit, il Cratere Couture, ed il Cratere La Moinerie.

## Storia
Manovre geopolitiche del governo federale del Canada hanno spinto diverse famiglie Inuit a lasciare Nunavik negli anni cinquanta. Furono trasportate in centri urbani improduttivi a Grise Fiord e Resolute in quella che adesso è Nunavut nel tentativo di rivendicare la sovranità del Canada nell'Alto Artico nel corso della Guerra Fredda. Otto famiglie Inuit traslocarono da Inukjuak (nella Penisola di Ungava) dopo che furono promessi case e permessi di caccia ma le persone che si trasferirono trovarono edifici inesistenti e poca selvaggina. Alle famiglie trasferite fu raccontato che, se avessero voluto, sarebbero potute tornare a casa nel Nunavik dopo un anno, ma la promessa più tardi fu ritirata in quanto avrebbe potuto danneggiare le rivendicazioni territoriali canadesi nell'area e gli Inuit furono forzati a rimanere. In ogni caso gli Inuit impararono a conoscere le rotte locali della migrazione del beluga e furono in grado di sopravvivere nella zona, estendendo la loro zona di caccia per un'area di 18,000 km² ogni anno..
Nel 1993 il Governo canadese si riunì per valutare il programma di rilocazione. La Commissione Reale sulla Popolazione Aborigena presentò l'anno seguente un rapporto intitolato La rilocazione nell'Alto Artico: un rapporto sulla rilocazione del 1953-55. Il Governo canadese pagò 10 milioni di dollari canadesi ai sopravvissuti ed alle loro famiglie, ma (almeno fino al 2007) non presentò scuse ufficiali.
L'intera storia è narrata da Melanie McGrath nel libro The Long Exile: A Tale of Inuit Betrayal and Survival in the High Arctic.

## Governo
Insieme alla regione del Jamésie, il territorio del Nunavik forma il distretto amministrativo del Nord-du-Québec.
La James Bay and Northern Quebec Agreement emanata nel 1978 prevede una maggiore autonomia politica per gran parte del territorio Nunavik con l'istituzione del Governo regionale del Kativik. Tutti gli abitanti dei quattordici centri urbani situati più a nord, sia Inuit che non Inuit, hanno diritto di voto. il Governo regionale del Kativik è finanziato al 50% dal Governo del Québec, al 25% dal Governo federale canadese e copre il restante 25% del suo fabbisogno con le risorse interne.
La Makivik Corporation, che ha il proprio quartier generale a Kuujjuaq, rappresenta gli Inuit del nord Québec nelle relazioni che questi hanno con i governi del Québec e del Canada. Lo scopo è quello di richiedere una maggiore autonomia politica per il territorio e si è recentemente negoziato un accordo per la definizione dei tradizionali diritti degli Inuit sull'uso delle risorse delle isole al largo della costa di Nunavik, tutte facenti parte del territorio Nunavut.
Il centro urbano di Whapmagoostui, che costituisce una enclave nella porzione più orientale della Baia di Hudson nei pressi del villaggio settentrionale di Kuujjuarapik, è ricompreso nella giurisdizione dell'Autorità regionale Cree, la quale a sua volta concorre a costituire il Grand Council della popolazione Cree.

### Governo regionale di Nunavik
I Governi provinciale del Québec e federale del Canada da una parte e i rappresentanti del territorio Nunavik dall'altra hanno recentemente negoziato un accordo che prevede la costituzione di un Governo regionale di Nunavik. L'accordo prevede che, mentre Québec e Canada manterranno ancora la piena giurisdizione sull'intera area, l'amministrazione regionale di Nunavik avrà un consiglio eletto con le stesse regole parlamentari, un esecutivo, unico esempio in Canada per un accordo di questo tipo, e una pubblica amministrazione locale, creata dal governo provinciale e responsabile della gestione di diversi servizi pubblici quali l'educazione e la salute. Il governo regionale avrà anche diritti sulle risorse naturali, tra cui royalties provenienti dalle miniere presenti.
Il governo sarà basato sul territorio, non sulla etnicità, in modo che tutta la popolazione residente sul territorio possa partecipare a pieno titolo. Le preesistenti strutture governative quali il Governo regionale, l'Ufficio scolastico ed il Dipartimento per la Sanità e per i Servizi Sociali di Kativik, saranno assorbiti dal nuovo governo regionale.
Il Governo provinciale del Québec ha inoltre espresso il desiderio di aggiungere un ulteriore seggio nell'Assemblea Nazionale in rappresentanza di Nunavik, nonostante la scarsità di popolazione della zona. Attualmente Nunavik è parte del Distretto elettorale di Ungava, la cui popolazione residente è meno della metà degli aventi diritto al voto nel collegio elettorale. Come collegio elettorale autonomo, Nunavik sarebbe il secondo collegio con meno elettori nel Québec, essendo leggermente più popolato della Îles-de-la-Madeleine, che costituisce collegio elettorale autonomo grazie a una apposita eccezione alla legge canadese che suddivide la popolazione in collegi elettorali.

## Economia
Il Nunavik è ricco di depositi minerali: uno tra i più importanti è la miniera di Raglan, che si trova nei pressi di Salluit, nel Québec: è collegata da strade aperte con ogni condizione atmosferica ad una pista di atterraggio dell'aeroporto Kattiniq/Donaldson ed all'agglomerato di stoccaggio e carico via mare della Deception Bay. La produzione nella miniera è iniziata nel 1997 e la sua vita produttiva è stata stimata in oltre 30 anni.
A causa del fatto che la miniera è situata nella regione subartica, sono state necessarie particolari tecniche costruttive e minerarie a protezione del fragile permafrost e per rispondere ad altre esigenze ambientali. La temperatura media annuale è di -10 °C con una media di -15 °C al di sotto del suolo.

## Comunità
- Akulivik
- Aupaluk
- Inukjuak
- Ivujivik (Insediamento più settentrionale del Québec)
- Kangiqsualujjuaq
- Kangiqsujuaq
- Kangirsuk
- Kuujjuaq (capoluogo amministrativo)
- Kuujjuarapik
- Puvirnituq
- Quaqtaq
- Salluit
- Tasiujaq
- Umiujaq
- Whapmagoostui (l'unica comunità Cree nel Nunavik)